# Абу-Сімбел (аеропорт)
Аеропорт Абу-Сімбел (IATA: ABS, ICAO: HEBL) — аеропорт в Абу-Сімбелі, Єгипет.
У 2008 аеропорт обслужив 634 236 пасажирів (+17,9% проти 2007).

## Авіакомпанії та напрямки на травень 2016
| Авіакомпанія                       | Пункт призначення |
| ---------------------------------- | ----------------- |
| EgyptAir оператор EgyptAir Express | Асуан, Каїр       |